# Microtropis pyramidalis
Microtropis pyramidalis är en benvedsväxtart som beskrevs av Ching Yung Cheng och T.C. Kao. Microtropis pyramidalis ingår i släktet Microtropis och familjen Celastraceae. Inga underarter finns listade.